# Bene Meat Technologies
Bene Meat Technologies a.s. (BMT) je český biotechnologický start-up zaměřený na výzkum a vývoj technologie na výrobu kultivovaného masa v průmyslovém měřítku za spotřebitelsky přijatelnou cenu. Je tvořen mezinárodním týmem mladých i zkušených vědců se sídlem v Praze. Úzce spolupracuje s renomovanými vědeckými institucemi a firmami v Česku i zahraničí. Své laboratoře má firma v prvním patře budovy Cube v pražských Vokovicích.

## Historie
Bene Meat Technologies a.s. byla založena v roce 2020 Mgr. Romanem Křížem, který je vedoucím projektu. Hlavním biologem vědeckého týmu je Jiří Janoušek a jedním z externích vědců podílejících se na výzkumu je významný imunolog Prof. RNDr. Jan Černý, Ph.D. V roce 2024 čítá mezinárodní výzkumný tým BMT 90 vědců a vědkyň.

## Cíl výzkumu
Vyvinutí technologie produkující kultivované maso formou množení živočišných buněk bez použití fetálního bovinního séra (neetická a drahá cesta), ideálně s růstovými faktory z vlastní produkce. Finální technologie BMT umožní jejím provozovatelům vyrobit a nabídnout produkt za ceny dostupné spotřebitelům.
V březnu roku 2023 firma uvedla, že první produkt z kultivovaného masa uvedený BMT na trh nemusí být určen pro lidskou spotřebu, ale jako krmivo pro domácí mazlíčky.

## Pokrok ve výzkumu
V listopadu 2023 společnost Bene Meat Technologies získala povolení vyrábět a prodávat kultivované maso jako krmivo pro psy a kočky. Získanou registrací u evropského Feed Materials Register se BMT stala dosud jediným subjektem na světě, který může tento produkt pro potřeby PET FOOD vyrábět a prodávat. 